# Chu Chin Chow (film, 1934)
Pour les articles homonymes, voir Chu-Chin-Chow.
Pour plus de détails, voir Fiche technique et Distribution.
Chu Chin Chow est un film britannique réalisé par Walter Forde, sorti en 1934.

## Synopsis
A Bagdad, le riche marchand Kasim Baba se prépare à donner chez lui un somptueux banquet pour un riche marchand chinois, Chu Chin Chow, qui est en route depuis la Chine.

## Fiche technique
- Titre : Chu Chin Chow
- Réalisation : Walter Forde
- Scénario : Edward Knoblock, L. du Garde Peach (en) et Sidney Gilliat d'après la pièce d'Oscar Asche
- Photographie : Mutz Greenbaum
- Pays d'origine : Royaume-Uni
- Format : Noir et blanc - 1,37:1 - Mono
- Genre : aventure
- Date de sortie : 1934

## Distribution
- Anna May Wong : Zahrat
- George Robey : Ali Baba
- Fritz Kortner : Abu Hasan
- John Garrick : Nur-al-din Baba
- Pearl Argyle : Marjanah
- Malcolm McEachern : Abdullah
- Dennis Hoey : Rakham
- Sydney Fairbrother (en) : Mahbubah Baba, la femme d'Ali
- Laurence Hanray (en) : Kasim Baba
- Frank Cochrane (en) : Mustafa
- Thelma Tuson : Alcolom Baba, la femme de Kasim
- Francis L. Sullivan : le Calife